# Vuohisaari (ö i Jyväskylä, Putkilahti, Ylisjärvi)
Vuohisaari är en ö i Finland. Den ligger i sjön Ylisjärvi, en avskiljd del av Päijänne och i kommunen Jyväskylä i den ekonomiska regionen  Jyväskylä  och landskapet Mellersta Finland, i den södra delen av landet, 200 km norr om huvudstaden Helsingfors. Öns area är omkring 860 kvadratmeter och dess största längd är 50 meter i öst-västlig riktning.